# 李炫一
李 炫一（イ・ヒョンイル、英語: Lee Hyun-il、朝鮮語: 이현일、1980年4月17日 - ）は、韓国の男子バドミントン選手。BWF世界ランキング最高位は1位。

## 経歴
3度のオリンピック韓国代表となり、韓国の男子シングルス1番手として長年活躍した。
2006年の世界選手権では、第3シードの陳金などを破って銅メダルを獲得した。